# Cristian Dănuț Mihai
Cristian Dănuț Mihai (n. 27 februarie 1959

) este un fost senator român, ales în legislatura 2012-2016. În perioada 2012-2013 a fost membru în partidul PP-DD iar în perioada 2013-2016 a fost membru în Partidul Conservator.